# IC 3828
IC 3828 је спирална галаксија у сазвјежђу Ловачки пси која се налази на листи објеката дубоког неба у Индекс каталогу.
Деклинација објекта је + 37° 56' 58" а ректасцензија 12h 50m 20,6s. Привидна величина (магнитуда) објекта IC 3828 износи 15,2 а фотографска магнитуда 16,0. IC 3828 је још познат и под ознакама NPM1G +38.0267, PGC 3088213.